# Großer Preis von Doha (Motorrad)

Der Losail International Circuit

Der Große Preis von Doha für Motorräder war ein Motorrad-Rennen, das 2021 zum ersten Mal ausgetragen wurde und zur Motorrad-Weltmeisterschaft zählte. Er fand am 4. April 2021 auf dem Losail International Circuit nahe Doha statt. Das Rennen war das zweite Saisonrennen und es fand nur eine Woche nach dem Saisonauftakt an selber Stelle, dem Großen Preis von Katar, statt.
Aufgrund der COVID-19-Pandemie musste die FIM den ursprünglich für die Saison 2021 geplanten Kalender ändern und die beiden amerikanischen Rennen, den Großen Preis von Argentinien und den Großen Preis von Amerika, auf das Ende der Saison verschieben und durch den Großen Preis von Doha und den Großen Preis von Portugal ersetzen.

## Statistik
| Auflage | Jahr | Strecke | Klasse | Sieger                    | Zweiter               | Dritter                 | Pole-Position         | Schn. Rennrunde            |
| ------- | ---- | ------- | ------ | ------------------------- | --------------------- | ----------------------- | --------------------- | -------------------------- |
| 1       | 2021 | Losail  | Moto3  | Pedro Acosta (KTM)        | Darryn Binder (Honda) | Niccolò Antonelli (KTM) | Jaume Masiá (KTM)     | Stefano Nepa (KTM)         |
| 1       | 2021 | Losail  | Moto2  | Sam Lowes (Kalex)         | Remy Gardner (Kalex)  | Raúl Fernández (Kalex)  | Sam Lowes (Kalex)     | Sam Lowes (Kalex)          |
| 1       | 2021 | Losail  | MotoGP | Fabio Quartararo (Yamaha) | Johann Zarco (Ducati) | Jorge Martín (Ducati)   | Jorge Martín (Ducati) | Francesco Bagnaia (Ducati) |